# Vladimir Potkin

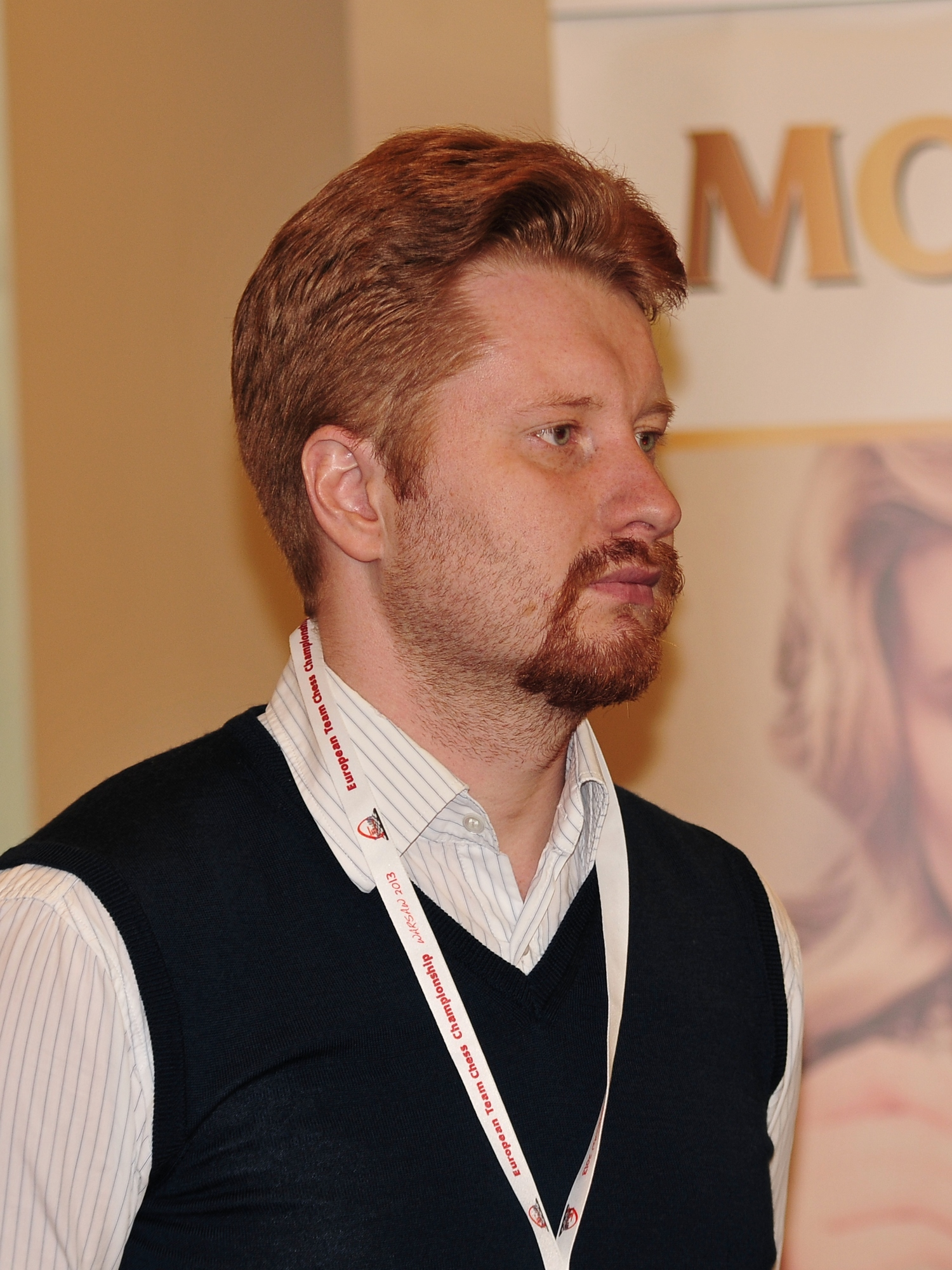
Vladimir Potkin, 2013

Vladimir Aleksejevitsj Potkin (Russisch: Владимир Алексеевич Поткин) (Rybinsk, 28 juni 1982) is een Russische schaker. Hij is, sinds 2001, een grootmeester. 
Ook is hij de trainer van Ian Nepomniachtchi en is hij een van de coaches van het Russische nationale team.
In 2011 werd hij winnaar van het Europees kampioenschap schaken.  

## Schaakcarrière
In 2000 eindigde Potkin gedeeld tweede met Dimitrios Mastrovasilis bij het Europees Jeugdkampioenschap in de categorie 'tot 18 jaar' en werd derde na tiebreak. In juli 2005 speelde hij mee in het Czech open en eindigde daar met 7 punten op een gedeelde tweede plaats. Het toernooi werd met 7.5 punt gewonnen door Andrej Kovaljov. 
In 2007 werd hij gedeeld 1e–9e met Alexei Fedorov, Andrei Deviatkin, Aleksej Aleksandrov, Viacheslav Zakhartsov, Alexander Evdokimov, Denis Khismatullin, Jevgeni Tomasjevski en Sergei Azarov bij het Aratovsky Memorial in Saratov. In 2009 werd Poktin tweede in de hoofdgroep van het 44e Capablanca Memorial in Havana.
In 2011, in het Franse Aix-les-Bains, won hij het Europees kampioenschap schaken met 8½ pt. uit 11, na tiebreak met Radoslaw Wojtaszek, Judit Polgar en Aleksandr Mojsejenko. Later dat jaar bereikte hij de vierde ronde in de Chess World Cup, waar hij werd uitgeschakeld door Alexander Grischuk.
Bij het kampioenschap van Rusland in 2012, gehouden in Moskou, werd Potkin gedeeld eerste (5 pt. uit 9) met Sergey Karjakin, Peter Svidler, Dmitry Andreikin, Dmitry Jakovenko en Jevgeni Aleksejev. In de rapid playoff werd hij vijfde.
In 2015 werd Potkin zevende met 7 pt. uit 13 in het Tata Steel Challengers toernooi in Wijk aan Zee.